# 中国常驻联合国人类住区规划署代表列表
本列表为中华人民共和国常驻联合国人类住区规划署历任代表名录。

## 历任中国常驻联合国人类住区规划署代表

### 中华人民共和国常驻联合国人类住区规划署代表（1990年至今）
1990年，中国政府设置中国常驻联合国人类住区（生境）中心代表处，并任命驻肯尼亚大使兼任代表一职。2001年12月，联合国人类住区（生境）中心（人居中心）升格为联合国人类住区规划署（人居署），代表处相应更名为中国常驻联合国人类住区规划署代表处。
| 姓名   | 任命           | 到任          | 递交全权证书   | 免职           | 离任       | 外交衔级 | 外交职务 | 备注       | 备注 |
| ------ | -------------- | ------------- | -------------- | -------------- | ---------- | -------- | -------- | ---------- | ---- |
| 吴明廉 | 1990年         |               |                | 1993年1月3日   | 1993年2月  | 大使     | 代表     | 驻肯尼亚兼 |      |
| 陈平初 | 1993年2月26日  | 1993年3月     |                |                | 1996年10月 | 大使     | 代表     | 驻肯尼亚兼 |      |
| 安永玉 |                | 1996年11月    |                | 2000年         | 2000年11月 | 大使     | 代表     | 驻肯尼亚兼 |      |
| 杜起文 | 2000年         | 2000年12月    |                | 2003年1月2日   | 2003年3月  | 大使     | 代表     | 驻肯尼亚兼 |      |
| 郭崇立 | 2003年1月2日   | 2003年4月     |                | 2006年2月24日  | 2006年8月  | 大使     | 代表     | 驻肯尼亚兼 |      |
| 张明   | 2006年2月24日  | 2006年9月     | 2006年9月27日  |                | 2009年3月  | 大使     | 代表     | 驻肯尼亚兼 |      |
| 邓洪波 |                | 2009年5月11日 | 2009年6月9日   |                | 2010年9月  | 大使     | 代表     | 驻肯尼亚兼 |      |
| 刘光源 |                | 2010年9月13日 | 2010年11月12日 | 2013年10月5日  | 2014年1月  | 大使     | 代表     | 驻肯尼亚兼 |      |
| 刘显法 | 2013年10月5日  | 2014年1月30日 | 2014年2月20日  |                | 2018年4月  | 大使     | 代表     | 驻肯尼亚兼 |      |
| 孙保红 |                | 2018年5月13日 | 2018年6月6日   | 2018年12月22日 | 2018年8月  | 大使     | 代表     | 驻肯尼亚兼 |      |
| 吴鹏   | 2018年12月22日 | 2019年3月22日 | 2019年4月11日  | 2020年6月22日  | 2020年6月  | 大使     | 代表     | 驻肯尼亚兼 |      |
| 周平剑 | 2020年6月22日  | 2020年8月31日 | 2020年10月28日 | 2024年10月31日 | 2024年12月 | 大使     | 代表     | 驻肯尼亚兼 |      |
| 郭海燕 | 2024年10月31日 | 2025年1月6日  | 2025年1月22日  | 现任           |            | 大使     | 代表     | 驻肯尼亚兼 |      |